# Cornelia Linse
Pour les articles homonymes, voir Linse.
Cornelia Linse, née le 3 octobre 1959 à Greifswald (République démocratique allemande), est une ancienne rameuse est-allemande. Elle est médaillée d'argent en double aux Jeux de 1980.

## Carrière
Lors des Jeux olympiques d'été de 1980, Cornelia Linse rafle la médaille d'argent du deux de couple avec Heidi Westphal. Elle reçoit l'Ordre du mérite patriotique en octobre 1986.

## Palmarès

### Jeux olympiques
- Jeux olympiques d'été de 1980 à Moscou ( Union soviétique) :
  -  médaille d'argent en deux de couple

### Championnats du monde
- Championnats du monde 1985 à Hazewinkel ( Belgique) :
  -  médaille d'or en skiff
- Championnats du monde 1983 à Duisbourg ( Allemagne) :
  -  médaille d'argent en quatre de couple
- Championnats du monde 1982 à Lucerne ( Suisse) :
  -  médaille d'argent en quatre de couple
- Championnats du monde 1981 à Munich ( Allemagne) :
  -  médaille d'argent en quatre de couple
- Championnats du monde 1979 à Bled ( Slovénie) :
  -  médaille d'or en deux de couple